# Jeon Kyu-hwan
Jeon Kyu-hwan (1965) è un regista e sceneggiatore sudcoreano.

## Biografia
Nel 2012 ha vinto il Queer Lion alla 69ª Mostra internazionale d'arte cinematografica di Venezia per il film The Weight.

## Filmografia

### Regista
- Mozart Town (Mochareuteu Tawoon) (2008)

- Animal Town (2009)
- Daenseutawoon (2010)
- Baranasi (2011)
- 60 Seconds of Solitude in Year Zero, co-regia collettiva (2011)
- Muge (2012)
- My Boy (2013)
- Sungnan Hwaga (2015)
- Supsogui bubu (2017)
- Woman, No Cry! (2019)